# Čierne Pole
Čierne Pole (Hongaars: Feketemező) is een Slowaakse gemeente in de regio Košice, en maakt deel uit van het district Michalovce.
Čierne Pole telt 280 inwoners.